# مشروع معلم في الفضاء

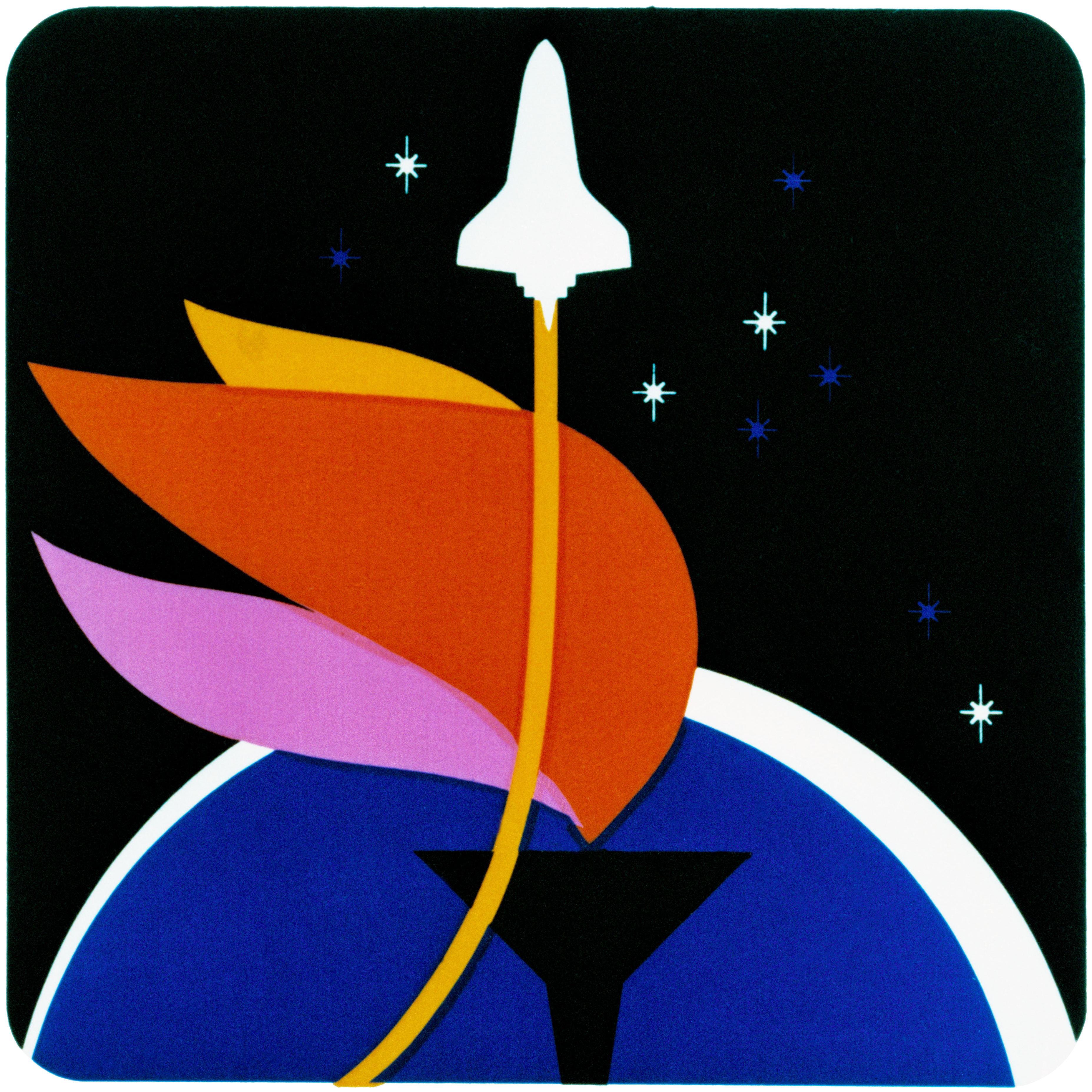
شعار المعلّم في مشروع الفضاء

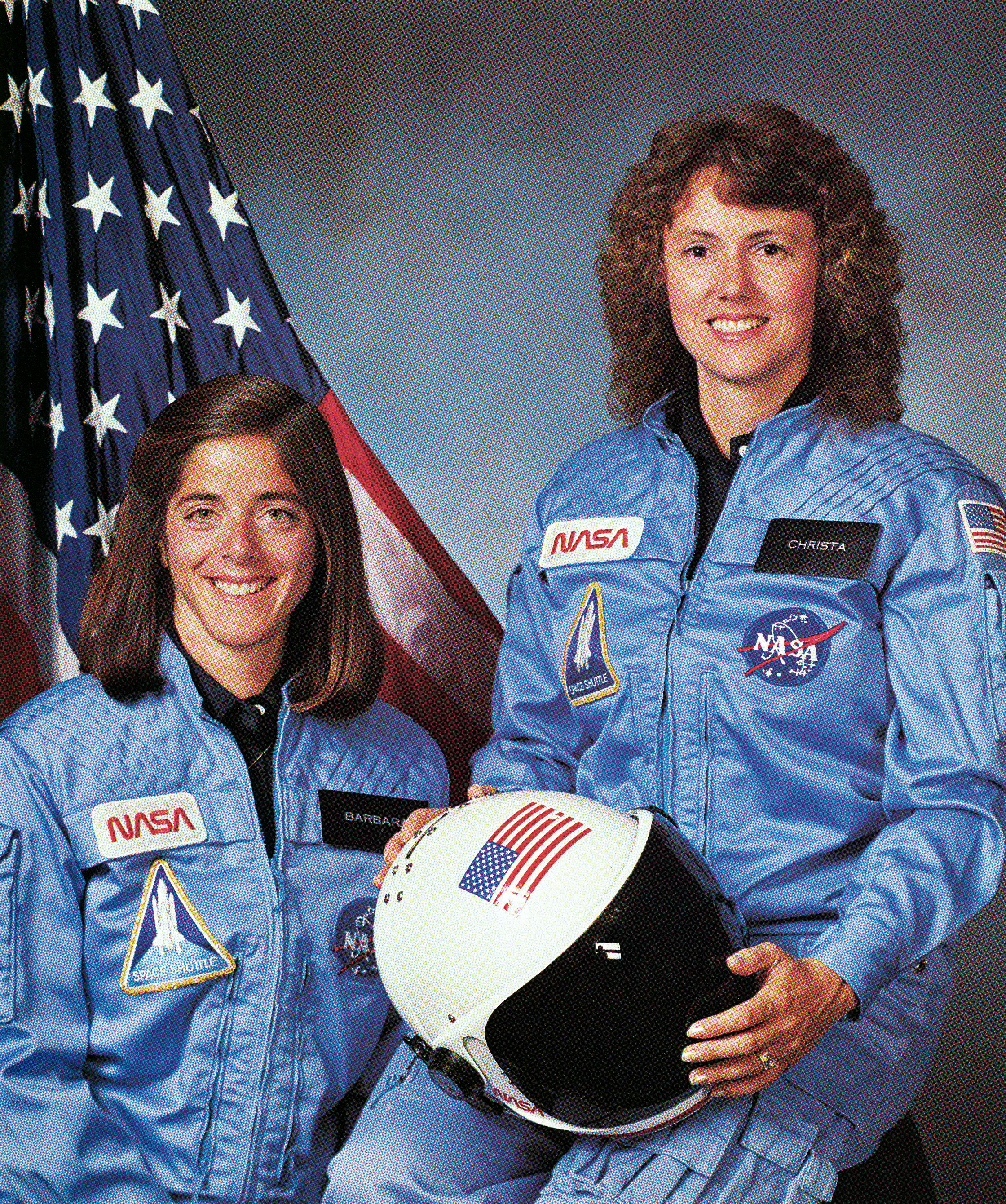
باربرة مورغان و كريستا ماكوليف ، مشاركتان في مهمّة إس تي إس -51 -آل

مشروع معلّم في الفضاء (م ف م ف - TISP) بدأ عندما أعلن برنامج ناسا من طرف الرّئيس رونالد ريغان في 27 أوت، 1984.